# Nana Bryant
Nana Bryant (Cincinnati, 23 novembre 1888 – Hollywood, 24 dicembre 1955) è stata un'attrice statunitense.

## Biografia
Nana Bryant fu particolarmente attiva dagli anni '30 agli anni '50. La sua interpretazione più celebre fu nel film Orchidea bionda, accanto a una giovane Marilyn Monroe; nel medesimo film non si limitò a recitare, ma cantò anche una canzone.

## Filmografia parziale

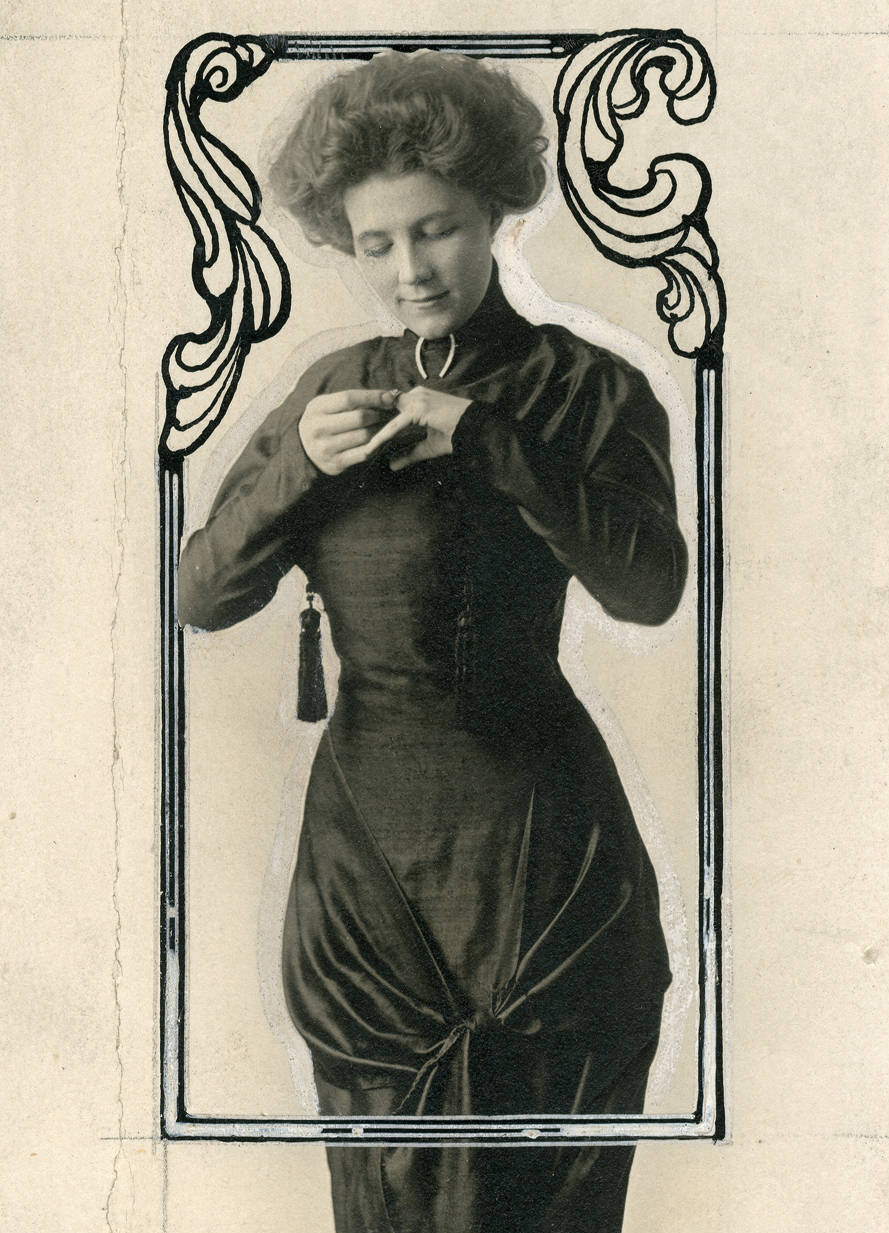
Nana Bryant

### Cinema
- L'arciere bianco (Guard That Girl), regia di Lambert Hyllier (1935)
- Il peccato di Lilian Day (Lady of Secrets), regia di Marion Gering (1936)
- Desiderio di re (The King Steps Out), regia di Josef von Sternberg (1936)
- L'uomo che visse due volte (The Man Who Lived Twice), regia di Harry Lachman (1936)
- L'adorabile nemica (Theodora Goes Wild), regia di Richard Boleslawski (1936)
- Le avventure di Tom Sawyer (The Adventures of Tom Sawyer), regia di Norman Taurog (1938)
- Pazza per la musica (Mad About Music), regia di Norman Taurog (1938)
- L'isola del paradiso (Sinners in Paradise), regia di James Whale (1938)
- Cowboy dilettante (Out West with the Hardys), regia di George B. Seitz (1938)
- Brother Rat and a Baby, regia di Ray Enright (1940)
- Se fosse a modo mio (If I Had My Way), regia di David Butler (1940)
- Una ragazza perbene (Nice Girl?), regia di William A. Seiter (1941)
- I vendicatori (The Corsican Brothers), regia di Gregory Ratoff (1941)
- Sparvieri di fuoco (Thunder Birds: Soldiers of the Air), regia di William A. Wellman (1942)
- Anche i boia muoiono (Hangmen Also Die!), regia di Fritz Lang (1943)
- Il pilota del Mississippi (The Adventures of Mark Twain), regia di Irving Rapper (1944)
- La donna della giungla (Jungle Woman), regia di Reginald Le Borg (1944)
- Bellezze al bagno (Bathing Beauty), regia di George Sidney (1944)
- Take It or Leave It, regia di Benjamin Stoloff (1944)
- Il matrimonio è un affare privato (Marriage Is a Private Affair), regia di Robert Z. Leonard (1944)
- Milioni in pericolo (Brewster's Millions), regia di Allan Dwan (1945)
- Grand Hotel Astoria (Week-End at the Waldorf), regia di Robert Z. Leonard (1945)
- Anche oggi è primavera (The Runaround), regia di Charles Lamont (1946)
- Un matrimonio ideale (The Perfect Marriage), regia di Lewis Allen (1947)
- L'alibi di Satana (The Unsuspected), regia di Michael Curtiz (1947)
- Gli affari di suo marito (Her Husband's Affairs), regia di S. Sylvan Simon (1947)
- Richiamo d'ottobre (The Return of October), regia di Joseph H. Lewis (1948)
- Orchidea bionda (Ladies of the Chorus), regia di Phil Karlson (1948)
- Il mongolo ribelle (State Department: File 649), regia di Sam Newfield (1949)
- La roulette (The Lady Gambles), regia di Michael Gordon (1949)
- Harvey, regia di Henry Koster (1950)
- Vittoria sulle tenebre (Bright Victory), regia di Mark Robson (1951)
- L'avamposto degli uomini perduti (Only the Valiant), regia di Gordon Douglas (1951)
- Geraldine, regia di R.G. Springsteen (1953)
- Addio signora Leslie (About Mrs. Leslie), regia di Daniel Mann (1954)
- Il cacciatore di fortuna (The Outcast), regia di William Witney (1954)
- La guerra privata del maggiore Benson (The Private War of Major Benson), regia di Jerry Hopper (1955)

### Televisione
- Topper – serie TV, episodio 1x31 (1954)
- The Star and the Story – serie TV, episodio 1x16 (1955)

## Doppiatrici italiane
- Lia Orlandini in Un piede in paradiso
- Tina Lattanzi in Anche i boia muoiono
- Lydia Simoneschi in Harvey
- Franca Dominici ne Il cacciatore di fortuna
- Giovanna Scotto ne La guerra privata del maggiore Benson